# Pańskie (Mszana Dolna)
Pańskie – część miasta Mszana Dolna (SIMC 0961076), w województwie małopolskim, w powiecie limanowskim. 
Część miasta Mszana Dolna leżąca w jego południowo zachodniej części. 
Na Pańskim znajduje się zbiorowa mogiła 881 Żydów zamordowanych przez hitlerowców 19 sierpnia 1942 r.